# MDA (série de televisão)
Medical Defense Australia é uma série de televisão australiana criada por Greg Haddrick e Des Monaghan e transmitida entre 2002 e 2005 pela Australian Broadcasting Corporation.

## Enredo
Entre no mundo do Medical Defence Australia, uma organização médico-legal que existe para defender os médicos e, se necessário indemnizar pacientes. Todos os casos na MDA combinam elementos de direito e medicina de modo que cada caso seja gerido por um médico e um advogado afim de se chegue a um acordo sobre como proceder. MDA é uma organização única que investiga as relações moralmente complexas e cheia de emoção entre médicos e pacientes.

## Elenco
- Shane Bourne ... Bill "Happy" Henderson
- Angus Grant ... Dr Jamie Lawless
- Petra Jared ... Layla jovem
- Angie Milliken ... Amanda McKay (2003–05)
- Kerry Armstrong ... Dr Louella "Ella" Davis (2002–03)
- Jason Donovan ... Richard Savage (2002–03)
- Alice McConnell ... Caitlin King (2002–03)
- Aaron Pedersen ... Dr Tony McKinnon (2002)
- Felix Nobis ... Dr Simon Lloyd (2003)
- Michael Carman ... Dr Mark Matthews
- Jeremy Callaghan ... Justin Harris (2003)
- Terence Donovan ... Eric Savage (2003)
- Rhys McConnochie ... Giles Jones, QC (2002–03)
- Nina Landis ... Claudia Monserrat (2002–03)
- Stephen Kearney ... Dr Vince Phillips (2002–03)
- Mandy McElhinney ... Helena (2002–03)
- Simon Stone ... Jason Henderson (2002–03)
- Suzi Dougherty ... Debbie Shanahan (2002–03)
- Daniella Farinacci ... Dr Wendy Rossi (2002–03)
- Alexandra Schepisi ... Edwina "Ed" Davis (2002–03)
- Tim Burns ... Tom Cusack (2002)
- Ailsa Piper ... Dr Carol Westerman (2003)
- André De Vanny ... Joshua Tranter (2003)

## Episódios
| Temporada | Temporada | Episódios | Primeira transmissão | Última transmissão     |
| --------- | --------- | --------- | -------------------- | ---------------------- |
|           | 1         | 22        | 23 de julho de 2002  | 17 de dezembro de 2002 |
|           | 2         | 22        | 23 de junho de 2003  | 17 de dezembro de 2003 |
|           | 3         | 12        | 30 de junho de 2005  | 22 de setembro de 2005 |

## Prêmios
- 2002 – Nomeado – Australian Film Institute Awards – Melhor Série Dramática
- 2002 – Nomeado – Australian Film Institute Awards – Melhor Ator – Shane Bourne
- 2002 – Nomeado – Australian Film Institute Awards – Melhor Ator Coadjuvante – Angus Grant
- 2002 – Nomeado – Australian Film Institute Awards – Melhor Atriz – Kerry Armstrong
- 2003 – Nomeado – Australian Film Institute Awards – Melhor Roteiro – Bill Garner – episódio: "Crossing the Line"
- 2003 – Nomeado – Emmy Internacional – Melhor Série Dramática
- 2003 – Venceu – Australian Film Institute Awards – Melhor Série Dramática
- 2003 – Venceu – Australian Film Institute Awards – Melhor Ator – Shane Bourne
- 2003 – Venceu – Australian Film Institute Awards – Melhor Atriz – Angie Milliken
- 2004 – Venceu – Australian Cinematographers Society – Prêmio de Distinção – Graham Brumley – episódio: "A Bird in the Hand"
- 2005 – Venceu – Australian Film Institute Awards – Melhor Ator em Televisão – Shane Bourne
- 2005 – Venceu – Australian Film Institute Awards – Melhor Atriz Coadjuvante – Anita Hegh